# Celtic Woman: Home for Christmas
Celtic Woman: Home for Christmas är ett studioalbum av Celtic Woman.

## Låtlista
| Nr  | Titel                                      | Vokalist(er)                                             | Längd |
| --- | ------------------------------------------ | -------------------------------------------------------- | ----- |
| 1.  | I'll Be Home for Christmas                 | Lisa Lambe                                               | 4:12  |
| 2.  | Hark The Herald Angels Sing                | Chloë Agnew, Méav Ní Mhaolchatha, Lambe, Máiréad Nesbitt | 5:01  |
| 3.  | Santa Claus is Coming to Town              | Agnew, Nesbitt                                           | 4:13  |
| 4.  | Silent Night (Stille Nacht, heilige Nacht) | Ní Mhaolchatha                                           | 3:35  |
| 5.  | We Three Kings                             | Agnew, Ní Mhaolchatha, Lambe                             | 3:37  |
| 6.  | We Wish You a Merry Christmas              | Agnew, Ní Mhaolchatha, Lambe, Nesbitt                    | 3:37  |
| 7.  | What Child Is This                         | Ní Mhaolchatha, Nesbitt                                  | 4:31  |
| 8.  | Adeste Fideles                             | Agnew                                                    | 4:20  |
| 9.  | Winter Wonderland                          | Agnew, Ní Mhaolchatha, Lambe, Nesbitt                    | 2:51  |
| 10. | Mary's Boy Child                           | Agnew, Ní Mhaolchatha, Lambe                             | 3:07  |
| 11. | Auld Lang Syne                             | Lambe                                                    | 3:27  |
| 12. | Joy to the World                           | Agnew, Ní Mhaolchatha, Lambe                             | 2:55  |